# Sluimerroggen
De sluimerroggen (Narkidae) vormen een familie (ook wel een onderfamilie Narkinae van de familie Narcinidae) binnen de orde van de sidder- en stroomroggen  Torpediniformes. Het zijn kraakbeenvissen (onderklasse haaien en roggen) die leven op de zeebodem. Een geslacht uit deze onderfamilie met maar één (bedreigde) soort, Electrolux addisoni, werd in 2007 beschreven en kreeg de naam van een bekend merk stofzuiger.

## Kenmerken
Zij hebben grote, afgeronde borstvinnen en een lange staart. Zij kunnen stroomschokken produceren, maar doen dit waarschijnlijk alleen ter verdediging en niet om prooien te verlammen. Hun naam is afgeleid van het Griekse Narke dat verlamming of verdoving betekent.

## Verspreiding en leefgebied
De sluimerroggen zijn slome zoutwatervissen die op zandige en modderige zeebodems leven, maar in een beperkter gebied dan de stroomroggen. De komen voor in zowel gematigde tot tropische zeeën van het westelijk deel van de Grote Oceaan rond Japan en Indonesië tot aan Zuid-Afrika. Ze leven in de getijdenzone tot op een diepte van ongeveer 350 m.

## Leefwijze
Ze voeden zich hoofdzakelijk met borstelwormen en andere ongewervelde dieren met weinig harde delen zoals schalen en stekels. Sluimerroggen kunnen stroomschokken produceren als verdedigingsmechanisme.

## Taxonomie
- Familie: Narkidae (Sluimerroggen) (12 soorten)
  - Geslacht: Crassinarke (Takagi, 1951) (1 soort) 
    -  Soort: Crassinarke dormitor

  - Geslacht: Electrolux (Compagno & Heemstra, 2007) (1 soort)
    -  Soort: Electrolux addisoni

  - Geslacht: Heteronarce (Regan, 1921) (4 soorten)
  - Geslacht: Narke (Kaup, 1826) (3 soorten)
  - Geslacht: Temera (Gray, 1831) (1 soort)
    -  Soort: Temera hardwickii

  -  Geslacht: Typhlonarke (Waite, 1909) (2 soorten)